# Rey Xiao de Zhou
El Rey Xiao de Zhou (en chino, 周孝王; pinyin, Zhōu Xìao Wáng) or King Hsiao of Chou fue el octavo rey de la dinastía Zhou de China. Las fechas estimadas de su reinado son 891–886 a. C. ó 872–866 a. C. Fue hijo de Mu, y hermano de Gong.
Su reinado está pobremente documentado. Estuvo precedido en el trono por su sobrino, Yi y sucedido por el hijo de su sobrino, Yi (Xie). Sima Qian dice que el segundo Yi fue 'restaurado por muchos señores'. Esto da a entender una usurpación, pero el tema es dudoso.
| Predecesor: Rey Yi de Zhou | Rey de China 891 a. C. - 886 a. C. | Sucesor: Rey Yi (Xie) de Zhou |